# Tham nhũng ở Campuchia
Tham nhũng ở Campuchia là một vấn đề nghiêm trọng tác động đến đời sống của người dân Campuchia. Ví dụ về các lĩnh vực mà người dân nước này hay gặp phải những hành vi tham nhũng trong đời sống hàng ngày bao gồm tiếp nhận dịch vụ y tế, xử lý những lời tố cáo vi phạm giao thông và theo đuổi các phán quyết công bằng của tòa án. Các công ty được khuyến khích lưu ý khi phải xử lý những thủ tục hành chính rườm rà trong quá trình xin giấy phép và cấp phép, đặc biệt là giấy phép liên quan đến lĩnh vực xây dựng mà nhu cầu và khoản tiền hối lộ diễn ra khá phổ biến trong suốt quá trình này. Luật Phòng chống Tham nhũng năm 2010 không bảo vệ người tố cáo và người tố cáo có thể bị phạt tù tới 6 tháng nếu họ trình báo hành vi tham nhũng mà không thể chứng minh được.

## Mức độ
Nạn buôn người và buôn bán tình dục ở Campuchia là những vấn đề nghiêm trọng. Đơn vị chống nạn buôn người ở Phnôm Pênh là điển hình của vấn nạn này. Các khoản hối lộ dùng để bắt giữ những người vô tội được chấp nhận và ưu đãi tình dục từ gái mại dâm theo lời đề nghị và ghi nhận từ những tổ chức phi chính phủ.
Theo Chỉ số nhận thức tham nhũng năm 2022 của Tổ chức Minh bạch Quốc tế, chấm điểm khu vực công của 180 quốc gia trên thang điểm từ 0 ("tham nhũng cao") đến 100 ("rất trong sạch"), Campuchia đạt 24 điểm. Khi xếp hạng theo điểm số, Campuchia xếp thứ 150 trong số 180 quốc gia theo Chỉ số này, trong đó quốc gia xếp hạng đầu tiên được coi là có khu vực công trung thực nhất. Để so sánh thì điểm tốt nhất là 90 (xếp hạng 1), điểm kém nhất là 12 (xếp hạng 180) và điểm trung bình là 43.

## Nỗ lực chống tham nhũng
Tháng 1 năm 2012, Quốc hội đã thông qua bộ luật đầu tiên của Campuchia về mua sắm công trong nỗ lực chống tham nhũng diễn ra khá phổ biến trong khu vực công. Năm 2010, chính phủ thành lập Trung tâm Trọng tài Quốc gia, cơ chế giải quyết tranh chấp thay thế đầu tiên của Campuchia, nhằm giúp các công ty giải quyết tranh chấp thương mại nhanh hơn và ít tốn kém hơn so với thông qua hệ thống tòa án. Hoạt động chính thức của trung tâm này bị trì hoãn mãi cho đến đầu năm 2012.
Chính phủ Campuchia đã thông qua Luật Phòng chống Tham nhũng vào tháng 3 năm 2010. Theo luật mới, bất kỳ quan chức nào bị kết tội tham nhũng có thể phải đối mặt với án tù 15 năm. Theo Luật Phòng chống Tham nhũng của Campuchia, những người sử dụng các khoản tiền bôi trơn để đổi lấy dịch vụ của chính phủ giờ đây sẽ phải đối mặt với những hình phạt nghiêm khắc; điều này cũng áp dụng cho các quan chức chính phủ bên nhận tiền.